# فالترسكي فره
فالترسكي فره (بالإنجليزية: Valterski Vrh)‏ هي منطقة سكنية تقع في سلوفينيا في بلدية شكوفيا لوكا [الإنجليزية]. يقدر عدد سكانها بـ 5 نسمة ومساحتها 2.53 كم2 وترتفع عن سطح البحر 677.3 متر.